# Bathycuma longicaudatum
Bathycuma longicaudatum är en kräftdjursart som beskrevs av William Thomas Calman 1912. Bathycuma longicaudatum ingår i släktet Bathycuma och familjen Bodotriidae. Inga underarter finns listade i Catalogue of Life.